# Mail and Female
Mail and Female est un court-métrage américain de la série des Petites Canailles, réalisé par Fred C. Newmeyer et sorti en 1937.

## Synopsis
Les membres masculins du gang, dirigés par Spanky, ont décidé de créer le "He-Man Woman Haters Club" en réaction au fait de ne pas avoir été invités à l'une des fêtes de filles. Lorsqu'ils demandent un président, Spanky élit son pote Alfalfa sans même lui demander, sous prétexte qu'Alfalfa "déteste les femmes". En réalité, l'absence d'Alfalfa à la réunion était due au fait qu'il était en train d'écrire une lettre à sa chérie Darla.
Alfalfa est informé par Buckwheat et Porky qu'il a été élu à l'unanimité président du nouveau club de Spanky.

## Fiche technique
- Réalisation : Fred C. Newmeyer[1]
- Photographie : Art Lloyd
- Tournage : Hal Roach Studios[2].
- Montage : William H. Ziegler
- Musique : Marvin Hatley
- Production : Metro-Goldwyn-Mayer
- Durée : 11 minutes
- Date de sortie : 13 novembre 1937

## Distribution

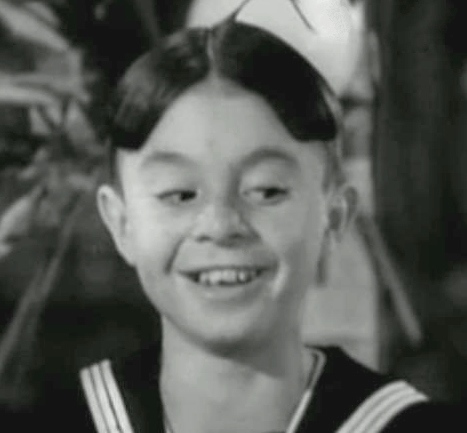
Alfafa

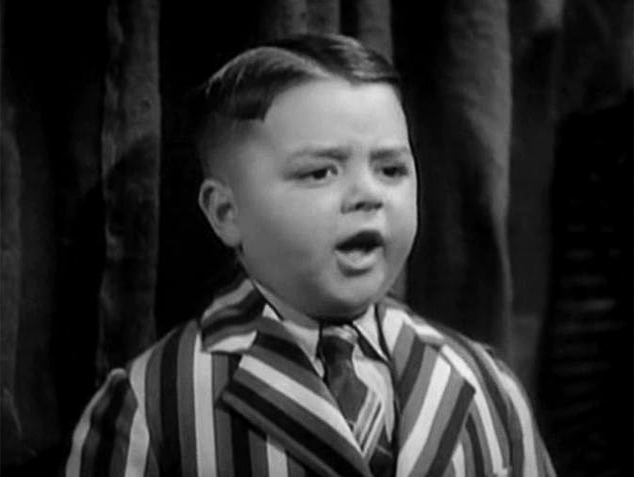
George Spanky McFarland

- Carl Switzer : Alfalfa / Cousin Amelia
- Darla Hood : Darla
- Eugene Gordon Lee : Porky
- George McFarland : Spanky
- Billie Thomas : Buckwheat
- Henry Wesley Lee : Spike